# Aisy-sur-Armançon
Aisy-sur-Armançon és un municipi francès, situat al departament del Yonne i a la regió de Borgonya - Franc Comtat. L'any 2007 tenia 267 habitants.

## Demografia

### Població
El 2007 la població de fet d'Aisy-sur-Armançon era de 267 persones. Hi havia 133 famílies, de les quals 47 eren unipersonals (31 homes vivint sols i 16 dones vivint soles), 51 parelles sense fills, 31 parelles amb fills i 4 famílies monoparentals amb fills.
La població ha evolucionat segons el següent gràfic:
Habitants censats

### Habitatges
El 2007 hi havia 190 habitatges, 133 eren l'habitatge principal de la família, 24 eren segones residències i 34 estaven desocupats. 164 eren cases i 26 eren apartaments. Dels 133 habitatges principals, 100 estaven ocupats pels seus propietaris, 30 estaven llogats i ocupats pels llogaters i 2 estaven cedits a títol gratuït; 3 tenien una cambra, 7 en tenien dues, 34 en tenien tres, 36 en tenien quatre i 52 en tenien cinc o més. 86 habitatges disposaven pel capbaix d'una plaça de pàrquing. A 64 habitatges hi havia un automòbil i a 43 n'hi havia dos o més.

### Piràmide de població
La piràmide de població per edats i sexe el 2009 era:
| Homes | Edats   | Dones |
| ----- | ------- | ----- |
| 0     | 95 o +  | 0     |
| 0     | 90 a 94 | 0     |
| 4     | 85 a 89 | 4     |
| 0     | 80 a 84 | 4     |
| 12    | 75 a 79 | 24    |
| 4     | 70 a 74 | 4     |
| 12    | 65 a 69 | 8     |
| 4     | 60 a 64 | 8     |
| 4     | 55 a 59 | 0     |
| 4     | 50 a 54 | 16    |
| 12    | 45 a 49 | 0     |
| 20    | 40 a 44 | 12    |
| 8     | 35 a 39 | 0     |
| 4     | 30 a 34 | 4     |
| 16    | 25 a 29 | 8     |
| 20    | 20 a 24 | 4     |
| 0     | 15 a 19 | 4     |
| 8     | 10 a 14 | 4     |
| 12    | 5 a 9   | 8     |
| 0     | 0 a 4   | 8     |

## Economia
El 2007 la població en edat de treballar era de 165 persones, 120 eren actives i 45 eren inactives. De les 120 persones actives 106 estaven ocupades (63 homes i 43 dones) i 14 estaven aturades (11 homes i 3 dones). De les 45 persones inactives 19 estaven jubilades, 11 estaven estudiant i 15 estaven classificades com a «altres inactius».

### Ingressos
El 2009 a Aisy-sur-Armançon hi havia 134 unitats fiscals que integraven 275,5 persones, la mediana anual d'ingressos fiscals per persona era de 16.545 €.

### Activitats econòmiques
Dels 10 establiments que hi havia el 2007, 2 eren d'empreses extractives, 1 d'una empresa alimentària, 1 d'una empresa de fabricació d'altres productes industrials, 1 d'una empresa de construcció, 3 d'empreses de comerç i reparació d'automòbils i 2 d'empreses de transport.
L'únic servei als particulars que hi havia el 2009 era un paleta.
L'únic establiment comercial que hi havia el 2009 era una fleca.
L'any 2000 a Aisy-sur-Armançon hi havia 6 explotacions agrícoles.

## Equipaments sanitaris i escolars
El 2009 hi havia una escola elemental integrada dins d'un grup escolar amb les comunes properes formant una escola dispersa.

## Poblacions més properes
El següent diagrama mostra les poblacions més properes.